# Casa de l'Ardiaca

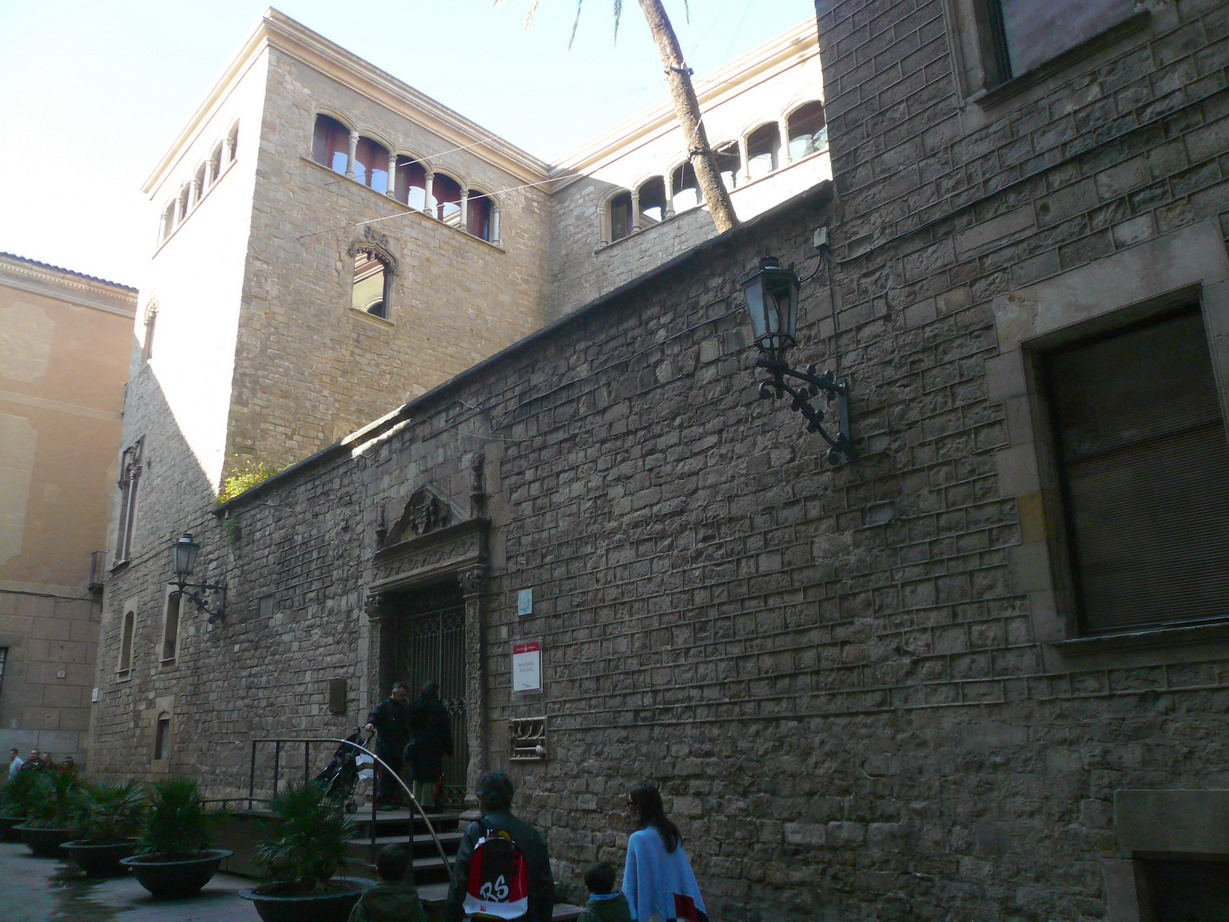
De Casa de l'Ardiaca

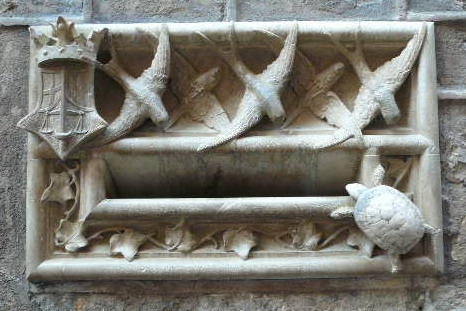
De modernistische brievenbus van Lluís Domènech i Montaner

De Casa de l'Ardiaca (Catalaans voor Het huis van de Aartsdeken) is een gebouw gelegen in de Barri Gòtic in de Spaanse stad Barcelona. Het ligt naast de kathedraal van Barcelona aan de Plaça de la Seu.
De Casa de l'Ardiaca dateert uit de 12e eeuw en is in een gotisch-renaissancistische stijl. Het huis is gebouwd op de Romeinse stadsmuur, die binnenin nog steeds zichtbaar is, en staat naast de plaats waar zich de Bisschopspoort in de stadsmuur bevond. Het is aan het begin van de zestiende eeuw verbouwd onder aartsdeken Lluís Desplà i d'Oms met toevoeging van een zuilenrij, die in 1870 omgebouwd is tot een patio met een fontein. Bij de verbouwing van 1870 werd de Casa de l'Ardiaca ook samengevoegd met de aangrenzende Casa del Degà.
De Catalaanse architect Lluís Domènech i Montaner ontwierp de modernistische brievenbus met vijf gebeeldhouwde zwaluwen en een schildpad die zich naast het renaissanceportaal bevindt.
In 1920 werd het huis eigendom van de stad, die er het Historisch Archief van de stad Barcelona in onderbracht.